# Governo del Regno Unito

Stemma del Governo di Sua Maestà (in Scozia)

Il governo del Regno Unito (in inglese: Government of the United Kingdom, conosciuto formalmente con il nome di Governo di Sua Maestà (in inglese: His Majesty's Government oppure Her Majesty's Government, abbreviato HMG), è il governo centrale del Regno Unito di Gran Bretagna e Irlanda del Nord. Il governo è guidato dal primo ministro (dal 5 luglio 2024 Keir Starmer) che sceglie gli altri ministri. Il primo ministro con i suoi ministri principali costituisce il gabinetto, l'organo decisionale.

## Storia
Nell'Impero britannico, il termine "Governo di Sua Maestà" era in origine utilizzato solamente dal Governo Imperiale di Londra. Con lo sviluppo del Commonwealth delle Nazioni, i domini autogovernati erano gestiti come regni della Monarchia britannica, eguali in status al Regno Unito, e dagli anni venti e trenta entrò in uso il titolo "Governo di Sua Maestà" nel Regno Unito e nei governi del Commonwealth. I governi coloniali, statali e provinciali continuarono ad utilizzare il titolo "Governo di ...".
Oggi comunque, molti governi del Commonwealth sono tornati alla forma "Governo di ...", mentre vengono utilizzate principalmente nel Regno Unito le forme "Governo di Sua Maestà", "Governo di Sua Maestà nel Regno Unito" o "Governo di Sua Maestà Britannica", quest'ultimo usato nei rapporti con stati esteri e nei passaporti britannici. Anche se non è comune negli altri regni del Commonwealth, questo utilizzo non è scorretto; in una decisione del 1989 della Corte Suprema del Canada, uno dei giudici fece riferimento al "Governo di Sua Maestà per la provincia della Nuova Scozia".

## Caratteristiche
Viene così definito in quanto il potere esecutivo nel Regno Unito è gestito dal sovrano, ed esercitato attraverso i ministri. In effetti, il governo è un'autorità esecutiva che consiste nei ministri del Sovrano. Il governo è presieduto e diretto dal Primo ministro.
I singoli governi britannici (anche conosciuti storicamente come ministeri) possono essere identificati con il nome del Primo Ministro che li dirige (esempio: governo Attlee o secondo governo Gladstone).

## Ministeri e segretari di Stato
- Home Office
- Foreign Office
- Dipartimento per i trasporti
- Cancelliere dello Scacchiere
- Segretari di Stato per gli affari esteri e del Commonwealth
- Segretari di Stato per gli affari interni del Regno Unito
- Segretari di Stato per la difesa del Regno Unito
- Segretario di Stato per gli affari dei dominion
- Segretario di Stato per gli affari del Commonwealth
- Segretario di Stato per l'uscita dall'Unione europea
- Segretario di Stato per la giustizia del Regno Unito
- Segretario di Stato per la guerra
- Segretario di Stato per la guerra e le colonie
- Segretario di Stato per le relazioni del Commonwealth
- Ministri del Commercio e dell'Industria del Regno Unito
- Ministro per il Coordinamento della Difesa
- Air Ministry
- Ammiragliato (Regno Unito)
- Ministro dell'alimentazione